# Technisch College Amsterdam
Het Technisch College Amsterdam, afgekort TeC Amsterdam, is een Nederlandse school voor middelbaar beroepsonderwijs van christelijke signatuur. De school is gehuisvest in een gebouw van drie verdiepingen aan de Vlaardingenlaan in Amsterdam Nieuw-West dat is gelegen tussen het hoofdkantoor van de DWI en het metrostation Henk Sneevlietweg. Het schoolgebouw is gebouwd in 1973 naar een ontwerp van de architect Ben Ingwersen en staat sinds 2008 op de gemeentelijke monumentenlijst.
In de school worden leerlingen opgeleid krachtens de WEB in de vakken Elektrotechniek, Technische Informatica, Bouwkunde, Motorvoegtuigentechniek, Werktuigbouwkunde en Transport & Logistiek. Daarnaast worden er in het schoolgebouw cursisten uit het bedrijfsleven opgeleid. Tegen het einde van hun opleiding volgen leerlingen van de school stage bij een leerbedrijf.

## Geschiedenis
De school werd in 1990 gesticht onder de naam Europa College en ontstond uit de fusie van MTS Patrimonium, MTS Gijsbrecht van Aemstel, Christelijk MEAO, MMO Waldeck Pyrmont en het KMBO. Aan het begin van het jaar 1997 sloot de onderwijsinstelling zich aan bij de ROC ASA (Regionaal Opleidingen Centrum Amsterdam - 't Sticht - Amersfoort) Onderwijsgroep. Het jaar daarop bestond het Europa College uit drie en nadien uit vijf zelfstandige scholen voor beroepsonderwijs. Nadat twee van de vijf scholen werden gesloten gingen de overgebleven scholen in het begin van de jaren nul verder onder andere namen.
In december 2009 is besloten de school in zijn huidige vorm af te bouwen. De VMBO-leerlingen zijn overgedragen aan een andere VMBO-school. De MBO-opleidingen gaan door onder de naam ROC ASA Amsterdam West.